# Pagate Fratelli
Pagate Fratelli è un film del 2012 diretto da Salvo Bonaffini.

## Trama
Sicilia, anni Cinquanta. Padre Vittorio, padre Venanzio, padre Agrippino e padre Carmelo, frati del convento dei Cappuccini di Mazzarino, vengono arrestati. Su di loro gravano le accuse di associazione a delinquere, estorsione aggravata e concorso in omicidio. Il caso e il successivo processo a Caltanissetta attirano subito l'attenzione dell'opinione pubblica e della stampa nazionale.

## Produzione
Il film, prodotto da Bianca Film, è stato finanziato dal MiBac, il Ministero per i beni e le attività culturali e per il turismo.